# Evanescence EP
Evanescence EP – pierwszy minialbum zespołu muzycznego Evanescence wydany w grudniu 1998 podczas koncertu w stolicy amerykańskiego stanu Arkansas – Little Rock. Evanescence EP został powielony jedynie w 100 kopiach; niektóre z nich zostały podpisane przez Amy Lee i Bena Moody.

## Twórcy
- Amy Lee – śpiew
- Ben Moody – gitara elektryczna
- Will Boyd – gitara elektryczna, gitara basowa, śpiew w utworze „Solitude”[2]
- Matt Outlaw – instrumenty perkusyjne w utworach „Solitude” i „So Close”[2]
- Rocky Gray – instrumenty perkusyjne w utworze „Understanding”[2]

## Lista utworów
1. „Where Will You Go” – 3:55
2. „Solitude” – 5:46
3. „Imaginary” – 4:01
4. „Exodus” – 3:04
5. „So Close” – 4:30
6. „Understanding” – 7:23
7. „The End” – 1:59